# Équipe d'Algérie de football en 1981
L'équipe d'Algérie de football participe lors de cette année aux Qualifications pour la Coupe d'Afrique des nations 1982 et aux Tours préliminaires de la Coupe du monde 1982. L'équipe d'Algérie est entraînée par Guennadi Rogov, Mohamed Maouche et Rabah Saadane.

## Les matchs
| Date              | Stade, Ville, Pays                         | Adversaire   | Score | Comp | Buteurs algériens                                                  |
| 3 avril 1981      | Stade du 19 juin Oran, Algérie             | Sénégal      | 2 - 0 | A    | Kouici 39e, Assad 44e                                              |
| 10 avril 1981     | Stade du 19 juin Oran, Algérie             | Mali         | 5 - 1 | QCAN | Bensaoula 18e, Guendouz 28e, Madjer 56e 71e, I. Traoré 72e (csc)   |
| 19 avril 1981     | Stade omnisports Modibo-Keïta Bamako, Mali | Mali         | 3 - 0 | QCAN |                                                                    |
| 1er mai 1981      | Stade du 17 juin Constantine, Algérie      | Niger        | 4 - 0 | QCM  | Madjer 44e, Belloumi 46e 78e, Kourichi 52e                         |
| 31 mai 1981       | Stade du 29 Juillet Niamey, Niger          | Niger        | 1 - 0 | QCM  |                                                                    |
| 30 août 1981      | Stade du 19 juin Oran, Algérie             | Burkina Faso | 7 - 0 | QCAN | Madjer 31e 37e, Belloumi 53e 56e, Aït El Hocine 68e 80e, Assad 81e |
| 20 septembre 1981 | Stade Municipal Ouagadougou, Burkina Faso  | Burkina Faso | 1 - 1 | QCAN | H. V. Sidibé 18e (csc)                                             |
| 10 octobre 1981   | Surulere Stadium Lagos, Nigeria            | Nigeria      | 0 - 2 | QCM  | Belloumi 34e, Zidane 44e                                           |
| 30 octobre 1981   | Stade du 17 juin Constantine, Algérie      | Nigeria      | 2 - 1 | QCM  | Belloumi 9e, Madjer 84e                                            |

Légende: A : Match amical / QCM : Tours préliminaires à la Coupe du monde de football 1982 / QCAN : Qualifications à la Coupe d'Afrique des nations de football 1982

### Bilan
| Rang | Équipe  | Pts | J | G | N | P | Bp | Bc | Diff |
| ---- | ------- | --- | - | - | - | - | -- | -- | ---- |
| #    | Algérie | 13  | 9 | 6 | 1 | 2 | 23 | 7  | +16  |

## Tours préliminaires de la Coupe du monde 1982
| Entraîneur :   |
| Guennadi Rogov |

| Entraîneur :  |
| Labo Chipraou |

| Entraîneur :   |
| Guennadi Rogov |

| Entraîneur :  |
| Labo Chipraou |

| Entraîneur :  |
| Labo Chipraou |

| Entraîneur :   |
| Guennadi Rogov |

| Entraîneur :  |
| Labo Chipraou |

| Entraîneur :   |
| Guennadi Rogov |

| Entraîneur : |
| Otto Gloria  |

| Entraîneur :   |
| Guennadi Rogov |

| Entraîneur : |
| Otto Gloria  |

| Entraîneur :   |
| Guennadi Rogov |

| Entraîneur :   |
| Guennadi Rogov |

| Entraîneur :    |
| Gottlieb Göller |

| Entraîneur :   |
| Guennadi Rogov |

| Entraîneur :    |
| Gottlieb Göller |